# Andreas Samaris
Andreas Samaris (en griego: Ανδρέας Σάμαρης; Patras, 13 de junio de 1989) es un futbolista griego que juega en la demarcación de centrocampista.

## Biografía
Tras jugar en el equipo filial del PAO Varda FC, en 2006 y con 17 años de edad, debutó como futbolista con el Panachaiki GE, que jugaba en la Gamma Ethniki. Tras un total de 38 partidos jugados, en los que marcó tres goles, se fue traspasado al Panionios NFC el 11 de enero de 2010. Tras cuatro años en el club, el Olympiacos F. C. se hizo con sus servicios. Después de una temporada consiguió junto al club ganar la Superliga de Grecia.
En verano de 2014 firmó por el S. L. Benfica de la Primeira Liga a cambio de 10 millones de euros. En la entidad lisboeta estuvo siete años en los que disputó 196 partidos y anotó seis goles, poniendo punto final a su etapa en el club el 31 de agosto de 2021 tras llegar a un acuerdo para la rescisión de su contrato.
El 19 de noviembre, tras dos meses y medio sin equipo, se comprometió con el Fortuna Sittard hasta final de temporada. Después de esta experiencia en los Países Bajos regresó al fútbol portugués, firmando a finales de agosto de 2022 con el Rio Ave F. C. por una campaña. Durante la misma participó en 27 encuentros.
El 27 de agosto de 2023 se anunció que había firmado un precontrato con el Coritiba brasileño. El 1 de septiembre se oficializó su fichaje hasta final de año.

## Selección nacional
Tras jugar con la selección de fútbol sub-19 de Grecia, fue convocado por primera vez para la selección de fútbol de Grecia por Fernando Santos en octubre de 2013 para jugar un partido amistoso contra Liechtenstein. Tras jugar algún que otro partido más con la selección, Fernando Santos le incluyó en la lista preliminar para jugar la Copa Mundial de Fútbol de 2014, mundial que jugaría tras ser incluido en la lista definitiva.
Con la selección de fútbol de Grecia participaría un total de 39 internacionalidades, en las que anotaría un gol.

### Goles con la selección nacional
| #  | Fecha               | Estadio                             | Oponente        | Gol   | Resultado | Competición  |
| -- | ------------------- | ----------------------------------- | --------------- | ----- | --------- | ------------ |
| 1. | 24 de junio de 2014 | Estadio Castelao, Fortaleza, Brasil | Costa de Marfil | 1 - 0 | 2-1       | Mundial 2014 |

### Participaciones en Copas del Mundo
| Mundial                        | Sede   | Resultado        |
| ------------------------------ | ------ | ---------------- |
| Copa Mundial de Fútbol de 2014 | Brasil | Octavos de final |

## Clubes
| Club             | País         | Año       | Partidos | Goles |
| ---------------- | ------------ | --------- | -------- | ----- |
| Panachaiki GE    | Grecia       | 2006-2009 | 38       | 3     |
| Panionios NFC    | Grecia       | 2009-2013 | 74       | 6     |
| Olympiacos F. C. | Grecia       | 2013-2014 | 38       | 4     |
| S. L. Benfica    | Portugal     | 2014-2021 | 196      | 6     |
| Fortuna Sittard  | Países Bajos | 2021-2022 | 20       | 0     |
| Rio Ave F. C.    | Portugal     | 2022-2023 | 27       | 0     |
| Coritiba         | Brasil       | 2023      | 4        | 0     |

## Palmarés

### Campeonatos nacionales
| Título                      | Club             | País     | Año  |
| --------------------------- | ---------------- | -------- | ---- |
| Superliga de Grecia         | Olympiacos F. C. | Grecia   | 2014 |
| Primeira Liga               | S. L. Benfica    | Portugal | 2015 |
| Copa de la Liga de Portugal | S. L. Benfica    | Portugal | 2015 |
| Primeira Liga               | S. L. Benfica    | Portugal | 2016 |
| Copa de la Liga de Portugal | S. L. Benfica    | Portugal | 2016 |
| Supercopa de Portugal       | S. L. Benfica    | Portugal | 2016 |
| Primeira Liga               | S. L. Benfica    | Portugal | 2017 |
| Copa de Portugal            | S. L. Benfica    | Portugal | 2017 |
| Supercopa de Portugal       | S. L. Benfica    | Portugal | 2017 |
| Primeira Liga               | S. L. Benfica    | Portugal | 2019 |
| Supercopa de Portugal       | S. L. Benfica    | Portugal | 2019 |